# Kaltokaskjauratj
Kaltokaskjauratj är en sjö i Arjeplogs kommun i Lappland och ingår i Skellefteälvens huvudavrinningsområde. Sjön har en area på 0,167 kvadratkilometer och ligger 990 meter över havet.

## Delavrinningsområde
Kaltokaskjauratj ingår i det delavrinningsområde (739245-155785) som SMHI kallar för Utloppet av Bartaure. Medelhöjden är 811 meter över havet och ytan är 92,45 kvadratkilometer. Räknas de 24 avrinningsområdena uppströms in blir den ackumulerade arean 430,6 kvadratkilometer. Riebnesströmmen som avvattnar avrinningsområdet har biflödesordning 2, vilket innebär att vattnet flödar genom totalt 2 vattendrag innan det når havet efter 337 kilometer. Avrinningsområdet består mestadels av skog (28 procent) och kalfjäll (53 procent). Avrinningsområdet har 17,39 kvadratkilometer vattenytor vilket ger det en sjöprocent på 18,8 procent.